# Oros Tymfristos (Velouchi)
Oros Tymfristos (Velouchi) este o arie protejată (arie specială de conservare — SAC, sit de importanță comunitară — SCI) din Grecia întinsă pe o suprafață de 3.571,63 ha, integral pe uscat.

## Localizare
Centrul sitului Oros Tymfristos (Velouchi) este situat la coordonatele 38°56′39″N 21°49′03″E / 38.944171°N 21.817601°E.

## Înființare
Situl Oros Tymfristos (Velouchi) a fost declarat sit de importanță comunitară în august 1996 pentru a proteja 1 specie de plante și 6 specii de animale. Situl a fost protejat și ca arie specială de conservare în martie 2011.

## Biodiversitate
Situată în ecoregiunea mediteraneană, aria protejată conține 8 habitate naturale: Râuri mediteraneene cu debit intermitent, cu specii de Paspalo-Agrostidion, Lande oro-mediteraneene cu formațiuni endemice de grozamă, Matorral arborescenți cu Juniperus spp., Formațiuni ierboase bogate în specii de Nardus, dezvoltate pe substraturi silicioase în zone montane (și în zone submontane, în Europa continentală), Grohotișuri est-mediteraneene, Pante stâncoase calcaroase cu vegetație casmofită, Păduri de Platanus orientalis și Liquidambar orientalis (Platanion orientalis), Păduri endemice cu Juniperus spp..
La baza desemnării sitului se află mai multe specii protejate:
- plante (1): Centaurea princeps
- amfibieni (1): izvoraș-cu-burta-galbenă (Bombina variegata)
- mamifere (1): lupul (Canis lupus)
- nevertebrate (1): Paracaloptenus caloptenoides
- reptile (3): țestoasă bănățeană (Testudo hermanni), Testudo marginata, elaphe situla (Zamenis situla)

Pe lângă speciile protejate, pe teritoriul sitului au mai fost identificate 41 de specii de plante, 6 specii de amfibieni, 9 specii de mamifere, 7 specii de reptile.